# نان اگردک
نان اگردک یا نان اگرده یا یا نان اَردَک یک نوع از نان‌های محلی است که در نقاط مختلف ایران به شیوه‌های گوناگون تهیه می‌شود. این شیرینی در بخش سربند استان مرکزی بیشتر قبل از عید نوروز تهیه می‌شده است اما این نان مخصوص، در ماه رمضان در شهر همدان که خاستگاه اصلی آن نیز هست، همراه با مراسم شهادت علی بن ابی طالب پخت و پخش می‌شود، بعلاوه در چهارشنبه آخر سال روستائیان با پخت و جمع‌آوری تعداد زیادی نان اردک، گردهمایی بزرگی در قبرستان‌ها به عمل آورده و از مردگان خود یاد می‌کنند؛ همچنین این نان در قزوین و نیز استان‌های زنجان، نجف آباد اصفهان و آذربایجان غربی به روش‌های گوناگون تهیه می‌شود، که در مراسمات و اعیاد مختلف مورد استفاده قرار می‌گیرد. مواد این نان را تخم‌مرغ، شیر، شکر، آرد، روغن مایع یا روغن حیوانی، خمیرترش، دارچین، نمک و زردچوبه یا زعفران تشکیل می‌دهند. همچنین آگرده یا آکردک شیرینی مخصوص ماسوله در استان گیلان است که مواد آن را کره، پودر قند، آرد برنج خوب شمالی، آرد گندم از نوع سنگک، آرد گندم شیرینی، زنجبیل، زرده تخم مرغ و زعفران تشکیل می‌دهد.